# Al Jeel
Al Jeel, noto anche come Jeel, Geel (arabo egiziano), è un'alternativa egiziana alle forme musicali straniere popolari che si sono sviluppate negli anni '70. Modellato sul rock and roll straniero e sulla musica pop, l'Al Jeel si è orientato verso la danza/pop e aveva un background simile al reggae. L'Al Jeel includeva anche molte caratteristiche distintamente egiziane, in qualche modo legate alle influenze musicali egiziane passate.

## Panoramica
Lo stile fu chiamato new wave da molti, per sottolineare il passaggio dalla prima forma di musica pop egiziana spuntata negli anni '60, il Sha'abi. Il Sha'abi era sorto nei bassifondi dell'Egitto come un tipo di musica del ghetto, ma dopo un decennio di popolarità i giovani istruiti dell'Egitto iniziarono a cercare diversi stili musicali. Internazionalmente conosciuto,  l'Al Jeel tecnologicamente avanzato diventò la musica dei giovani istruiti e benestanti. Condividendo le radici comuni con il Raï algerino ed il Pop-Raï, l'Al-Jeel incorpora ritmi beduini, nubiani ed egiziani con bassi e sintetizzatori.
Anche se le stazioni radio hanno disapprovato i testi e la musica semplici degli artisti dell'Al Jeel, la folla under 25 ha abbracciato l'Al Jeel più di qualsiasi altro stile di musica egiziana.
L'Al Jeel di solito condivide gli stessi temi centrali con la musica egiziana tradizionale e popolare, tuttavia di solito si tratta dell'amore e spesso del lamento piuttosto che della gioia. Per quanto riguarda il suono della stessa musica dell'Al Jeel, così come il rock and roll è percepito in modo diverso da persone diverse, lo stesso vale per l'Al Jeel. Lo stile musicale è semplice, ma porta con sé un ritmo con cui si è in grado di ballare, quasi sempre prodotto da una drum machine Roland TR-707. Per quanto riguarda le danzatrici del ventre, l'Al Jeel è abbastanza spesso il genere preferito. Al Jeel, così come altri gruppi di musica classica araba in Egitto, sono spesso costituiti da strumenti come 'oud, qānūn, rebab, ney e violino.